# Nine van der Schaaf
Trijntje (Nine) van der Schaaf (Terhorne, 29 d'abril de 1882 – Bloemendaal 16 de juliol de 1973) va ser una escriptora frisona famosa, autora de poesia i novel·les en llengua neerlandesa, representant dels corrents neoromàntics i simbòlics.

## Biografia
Abans de dedicar-se a l'escriptura Nine van der Schaaf va treballar com a professora. Tot i que va començar la seua obra literària cap al 1906 no va ser fins a la publicació d'un recull de poemes Gedichten el 1917 que alguns crítics com van Eyck van reconéixer el valor de la seua producció. La descripció de la vida al país frisó ocupà una part important de la seua obra.